# كتابة

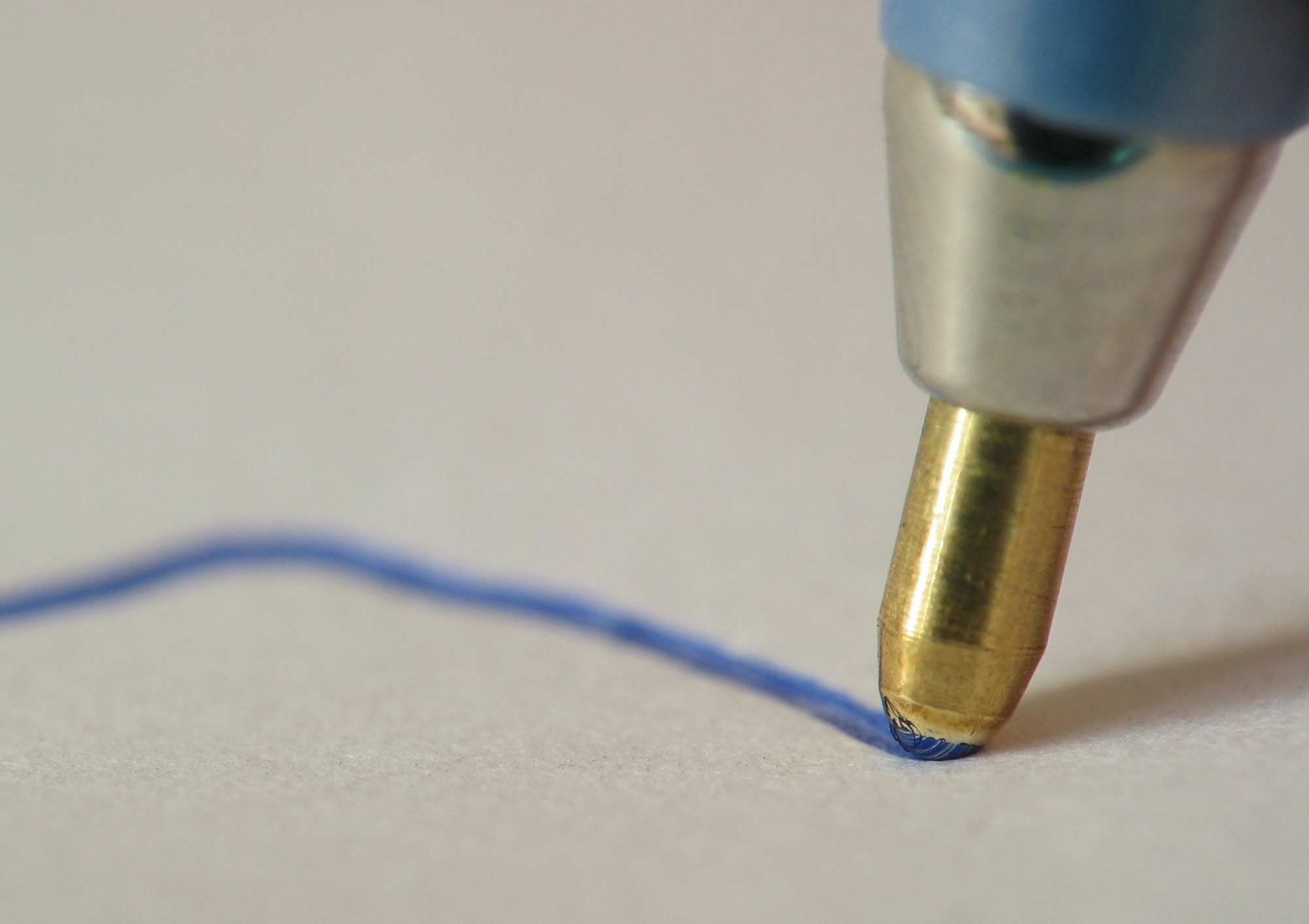
خط قلم جاف.

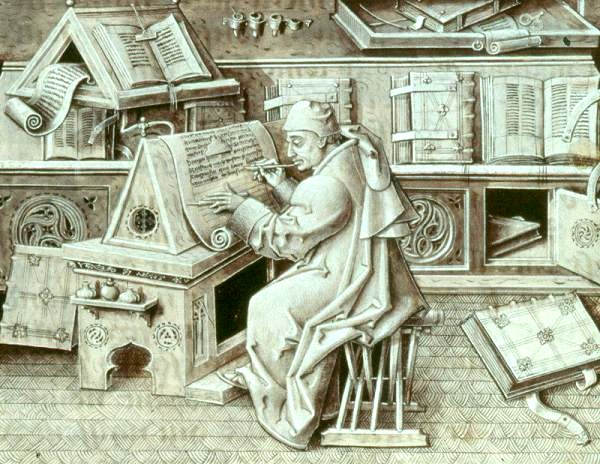
لوحة مرسوم فيها رجل نساخ يكتب.

الكتابة (بالإنجليزية: Writing) تُمثّل وسيلة تواصل بشري تمثل لغةً ما عن طريق علامات ورموز معينة. يمكن للرموز المكتوبة أن تمثل اللغة المنطوقة عن طريق إنشاء نسخة من الكلام والتي يمكن تخزينها للرجوع إليها مستقبلًا أو إرسالها لأماكن أخرى. بمعنى آخر فالكتابة ليست لغة، ولكنها أداة تستخدم لجعل اللغات قابلة للقراءة. تعتمد الكتابة على نفس هياكل الكلام الموجودة في اللغة مثل المفردات والقواعد والنطق، مع الاعتماد الإضافي على نظام معين من العلامات والرموز. تسمى النتيجة النهائية لنشاط الكتابة بالنص، والذي يقوم بترجمة النص وفهمه بالقارئ.
أكد الكاتب هيربيرت جورج ويلز أن الكتابة لديها القدرة على صياغة الاتفاقيات والقوانين والوصايا، وهو الأمر الذي شكل خطوة هامة في ظهور الدول وتطور الحضارة، وجعل من استمرار الوعي التاريخي ممكنًا، فمثلًا إن الأمر الذي أصدره كاهن أو ملك ووثقه بختمه يمكن أن يصل لمسافات بعيدة ويستمر حتى بعد موته. كانت الدوافع الجماعية لتطوير الكتابة مع ظهور المجتمعات البشرية مدفوعة بمتطلبات عملية هامة مثل توثيق التاريخ والحفاظ على الثقافة وكتابة المعرفة من خلال المناهج والنصوص التي تحتوي على المعرفة البشرية الأساسية (مثال كتاب القانون في الطب لابن سينا الذي جمع المعارف الطبية في عصره)، بالإضافة لتنظيم وإدارة المجتمعات البشرية من خلال صياغة النظم القانونية، وسجلات الإحصاء، والعقود، وسندات الملكية، والضرائب، والاتفاقيات التجارية، والمعاهدات وغيرها. فمثلًا لا تزال القوانين الإدارية المعقدة والمعاملات التجارية التي صيغت في بلاد ما بين النهرين حوالي الألفية الرابعة قبل الميلاد محفوظة في الذاكرة البشرية بفضل الكتابة، ومنذ ذلك الوقت أصبحت الكتابة الطريقة الأكثر موثوقية لتسجيل المعاملات والقوانين وتوثيقها بشكل دائم. أما في مصر القديمة وأمريكا الوسطى فقد تطورت الكتابة من خلال الضرورات التقويمية والسياسية لتسجيل الأحداث التاريخية والبيئية والفلكية.
تشمل الدوافع الفردية للكتابة خلق قدرة إضافية لزيادة الذاكرة البشرية من خلال قوائم المهام والوصفات والمذكرات والسجلات والخرائط والتسلسل المناسب لمهمات معقدة أو طقوس مهمة، بالإضافة لنشر الأفكار كما في المقالات أو الدراسات أو البيانات الرسمية، أو سرد القصص والمراسلات الشخصية والتجارية.

## أنظمة الكتابة
تقسم أنظمة الكتابة الرئيسية إلى الفئات الرئيسية التالية: الرسوم اللفظية، الكتابة المقطعية، الحروف الهجائية، الأبجدية، الأبوجيدا.

### الرسوم اللفظية (لوغوغراف)
الرسم اللفظي هو حرف أو رمز مكتوب يمثل كلمة واحدة أو عبارة. هناك حاجة إلى عدد كبير من هذه الرسوم لكتابة الأحرف الصينية أو المسمارية أو أحرف لغة المايا، إذ يرمز كل رسم إلى مقطع من كلمة أو مقطع لفظي أو إلى كليهما معًا.
إن الأحرف الصينية تمثل نظام الكتابة باستخدام الرسوم الصوتية الذي لا يزال مستخدمًا، ويستخدم هذا النظام أيضًا مع بعض التعديلات في لغات ولهجات مختلفة في الصين واليابان وأحيانًا في اللغة الكورية على الرغم من أنه في كوريا الجنوبية والشمالية يستخدم نظام هانغل اللفظي بشكل أساسي.

### الكتابة المقطعية
تتميز الكتابة المقطعية بأنها عبارة عن مجموعة من الرموز المكتوبة التي تمثل مقاطع كلامية معينة. تُعبِّر هذه الرموز عن مقطع يتكون من حرفٍ ساكن متبوعٍ بحرف متحرك أو حرف ساكن بمفرده، ومع ذلك فقد تكون المقاطع المستخدمة أكثر تعقيدًا في بعض النصوص مثل (حروف ساكنة متتالية). تعتبر الكتابة المقطعية مناسبةً أكثر للغات ذات البنية المقطعية البسيطة مثل اليابانية، ومن اللغات الأخرى التي تستخدم الكتابة المقطعية بعض فروع اللغة اليونانية الميسينية (النظام الخطي بي) واللغة الشيروكية واللغة الكريولية وغيرها.

### الحروف الهجائية
الأبجدية هي مجموعة من الرموز التي يمثل كل منها صوتًا لغويًا. تتطابق الحروف والأصوات تمامًا في الأبجديات الصوتية، إذ يمكن للكاتب أن يتنبأ بهجاء كلمة معينة من خلال نطقها، ويمكن للقارئ أن يتنبأ بنطق كلمة معينة عند تهجئتها. وعلى كل حال فإن درجة توافق حروف الأبجدية مع أصوات لغة معينة يختلف اختلافًا كبيرًا من لغة إلى أخرى وحتى ضمن اللغة نفسها ويعود ذلك بشكلٍ أساسي لأن اللغات المنطوقة تتطور غالبًا بشكل مستقل عن أنظمة الكتابة الخاصة بها.

#### الأبجدية
هناك ميزة خاصة في معظم أنظمة الكتابة التي تطورت في الشرق الأوسط، وهي أن الحروف الساكنة في الكلمة تكون مكتوبة عادةً، على الرغم من أنه يمكن الإشارة إلى أحرف العلة بإضافة علامات التشكيل المختلفة. ترجع أنظمة الكتابة التي تعتمد أساسًا على تمييز الأحرف الصوتية المنفردة إلى الهيروغليفية في مصر القديمة، وتسمى أنظمة الكتابة هذه abjads وهي مشتقة من الكلمة العربية أبجدية.

#### أبوجيدا
تتميز معظم الأبجديات في الهند وجنوب شرق آسيا بأن أحرف العلة يُشار إليها من خلال التشكيلات الصوتية أو تعديل شكل الحرف الساكن، ويسمى نظام الكتابة هذه «أبوجيدا». يتعلم الأطفال هذه اللغات كمقاطع ولكنها بخلاف المقاطع الصوتية الحقيقية لا يوجد رسوم رمزية مستقلة تعبر عن كل مقطع لفظي.

### الأهمية التاريخية لنظم الكتابة
يميز المؤرخون بين عصور ما قبل التاريخية والعصور التاريخية عن طريق الكتابة. يمكن اعتبار رسومات الكهوف والكتابات على الصخور لشعوب ما قبل التاريخ سلائف للكتابة، لكنها لا تعتبر كتابةً حقيقية لأنها لا تمثل اللغة بشكل مباشر. تتطور أنظمة الكتابة وتتغير بناءً على احتياجات الأشخاص الذين يستخدمونها، وفي بعض الأحيان يتغير شكل ومعنى الرموز الكتابية مع مرور الزمن. وهكذا نستطيع التعرف على احتياجات الأشخاص الذين استخدموا نمطًا معينًا من الكتابة من خلال تتبع تطور نظام الكتابة مع مرور الوقت.

### الأدوات والمواد
استخدمت العديد من الأدوات ومواد الكتابة على مدار التاريخ مثل الأقراص الحجرية والألواح الطينية وشرائح الخيزران وأوراق البردي وألواح الشمع وورق الخشب والورق والنحاس والأقلام والريش والعديد من أنماط الطباعة الحجرية. استخدم الإنكا حبالًا معقدة متشابكة مع بعضها لحفظ السجلات تعرف باسم الكويبو. ظهرت لاحقًا الآلة الكاتبة وتطورت أشكال مختلفة من طرق معالجة النصوص وأدوات الكتابة على نطاق واسع.

## تاريخ
شعر الإنسان منذ القدم بالحاجة إلى تسجيل ما لديه من معلومات على وسيط خارجي قابل للتداول بين الناس، فكان ظهور الكتابة أو الرموز، وبفضل الكتابة وقع تحديد حقوق الأفراد والمجموعات كما ثبتت الشرائع والديانات.
لقد مرت الكتابة بمراحل رئيسية، ليست متعاقبة بالضرورة وإنما هي متداخلة في الزمان والمكان، وقد سميت الكتابات الأولى بالتصويرية ومن بينها الكتابة المسمارية التي كان يستعملها البابليون والآشوريون، والكتابة الهيروغليفية كالمصرية والصينية.
لكن وقع التفريق فيما بعد بين الكتابة التصويرية بمعناها الضيق كصورة وهي الأقدم عهدا وكتابة الأفكار (إيديوغرافيا) كمرحلة أعلى من مراحل الكتابة التصويرية، فإذا رسمت دائرة تنبثق منها أشعة فإن الصورة في هذه الحالة تعني «شمس» وتؤخذ على أنها صورة الشمس، أما إذا كان ذلك الرمز (الصورة) يعني فكرة منبثقة منه مثل القيظ أو حار أو ساخن أو دافئ فإنها تؤخذ على أنها رسم فكري، أي صور لكلمات، حيث أن الواحد من تلك الرموز هو في الغالب عبارة عن كلمة كاملة أو فكرة بأسرها.
ثم استحالت تلك الرموز من التعبير عن أفكار إلى مقاطع (syllabes) أي مجموعة من الرموز يدل كل منها على مقطع؛ ثم استخدمت العلامات آخر الأمر لا لتدل على المقطع كله بل على أول ما فيه من أصوات وبهذا أصبحت حروفا. ومن أهم المناطق التي تطورت فيها الكتابة بلاد الرافدين (العراق الحالي) ومصر بالإضافة إلى سوريا وإيران:
1- في الجزء الجنوبي من بلاد الرافدين دجلة والفرات، بدأت الكتابة مع السومريين وقد استمر وجود السومريين وبالتالي حضارتهم عدة قرون بدءا من الألف الرابع ق م حتى اختفوا من التاريخ في نهاية الألفية الثالثة قبل الميلاد وقد احتلت مكانهم ببلاد الرافدين شعوب أخرى (الأكاديون، البابليون، الآشوريون). وقد ورثت هذه الشعوب وطورت ما توصل إليه السومريون من تنظيمات سياسية وإدارية وقوانين وخاصة منها الكتابة المسمارية نسبة إلى المسامير التي كانت تكتب بها على الطين والتي كانت تتخذ من خشب صلب أو عظام أو معدن. وهذه الكتابة تظهر في شكل خطوط شبيهة بالمسامير. وقد بدأت في الألف 4 ق م أي حوالي سنة 3600 ق م، وكان اختراعها في البداية لدوافع عملية (التجارة والإدارة وشؤون الدولة) وبقيت كذلك لعدة عهود قبل أن يتم استعمالها واستخدامها في الفنون والأدب والعلوم والميثولوجيا وغيرها. وتطورت من كتابة تصويرية إلى نظام كتابي تطغى عليه السمات الصوتية، وكانت هذه الكتابة تكتب من جهة اليمين إلى اليسار.
2- مصر: لقد كانت الكتابة الهيروغليفية أول الكتابات التي أبتكرها المصريون القدماء والتي كانت عبارة عن كتابة تصويرية تستخدم فيها صور البشر والطيور والثدييات والنباتات والأدوات المختلفة بالإضافة إلى وجود علامات. وكان عدد الرموز الهيروغليفية حوالي 700 رمزا، وكانت لها وظيفتان تصويرية وصوتية معا، ومن ثم تطورت إلى الكتابة الهيراطيقية (خط رجال الدين) التي ظهرت في عصر الدولة الوسطى الفرعونية والتي كانت تستخدم في المعابد والجنازات، وفي العصر الفرعونى المتأخر تطورت الكتابة إلى الكتابة الديموطيقية (الكتابة الشعبية) واستخدمت في جميع نواحى الحياة، وقد حظيت الكتابة في مصر القديمة بموقع متميز إذ كانت وسيلة للرقي الاجتماعي حيث كانت تفتح أمام صاحبها باب التوظيف في الدولة.
3- الساحل الفينيقي: عرف الفينيقيون بكونهم أبدعوا منذ نهاية الألفية الثانية ق م باستخدام الأبجدية التي تتركب من 22 حرفا صوتيا. وتجدر الإشارة هنا إلى أن هذه الحروف ظهرت غير بعيد عنهم في أوغاريت (رأس شمرا) وفي سيناء، غير أن الفينيقيين هم الذين اشتهروا بها إذ قاموا بنشرها على السواحل المتوسطية بدءا من اليونان في القرن 10 ق م.
لقد أخذ اليونانيون من الفينيقيين ليس فقط حروف الأبجدية، وإنما أيضا ترتيبها ونطقها مع بعض التحوير حيث أضافوا إليها المصوتات واختلفوا في اتجاه كتابتها فكتبوها من جهة اليسار إلى اليمين. وانتشرت الأبجدية من اليونانيين إلى لغات أخرى كالروسية والقبطية والإتروسكية واللاتينية.